# Aqua (아시아의 음반)
| 전문가 평가 | 전문가 평가 |
| 평가 점수   | 평가 점수   |
| 출처        | 점수        |
| ----------- | ----------- |
| AllMusic    | [ 1 ]       |

《Aqua》는 1992년 6월 8일에 발매된 영국의 록 밴드 아시아의 네 번째 스튜디오 음반이다. 이 음반은 오랜 보컬리스트이자 베이시스트인 존 페인이 참여한 첫 음반이었다.

## 배경
1991년 4월, 오리지널 보컬이자 베이시스트인 존 웨튼은 미국에서 이 그룹이 성공하지 못한 것에 낙담하여 아시아를 떠났다. 그는 존 페인으로 대체되었고, 존 페인은 키보디스트 제프 다운스의 그룹에 합류하라는 초대를 받아들였다. 이 듀오는 결국 아시아를 2006년까지 이끌 것이다. 비록 공식적인 자격에 있었지만, 기타리스트 스티브 하우와 드러머 칼 파머 두 명의 공동 창업자가 산발적으로 참여했고, 하우는 다시 예스를 떠난 세션 중에 돌아왔고, 파머는 에머슨, 레이크 & 파머의 재결합을 약속하며 곧 떠날 것이다. 이 라인업은 1989년부터 1991년까지 앨리스 쿠퍼와 공동 작업한 미국의 기타리스트 알 피트렐리에 의해 완성되었다. 드러머 사이먼 필립스를 포함한 몇몇 음악가들이 게스트로 초대되었다.

## 제작
《Aqua》는 잉글랜드 브라이튼의 애드비전 스튜디오에서 녹음되었고 다운스가 제작하였다. 커버 아트는 엘로이, 매그넘 등과 함께 작업한 것으로 유명한 로드니 매튜스가 설계했으며, 이전의 모든 스튜디오 녹음의 커버를 만든 로저 딘이 디자인한 그룹의 로고 타입을 특징으로 한다.
〈Love Under Fire〉는 1988년 여름 다운스와 그렉 레이크가 라이드 더 타이거(Ride the Tiger)라는 이름으로 작곡했다. 이 음반에는 조니 워먼이 공동 작곡한 네 곡이 수록되어 있다.

## 발매
《Aqua》는 1992년 6월 8일 영국에서 무시디스크에 의해, 1992년 9월 15일 미국에서 그레이트 피라미드 레코드에 의해 발매되었다. 미국판은 커버를 수정하여 다른 트랙 목록을 만들었는데, 이 커버는 〈Little Rich Boy〉가 생략되었다.

## 곡 목록
| #   | 제목                        | 작사·작곡                         | 재생 시간 |
| --- | --------------------------- | --------------------------------- | --------- |
| 1.  | 〈Aqua Part 1〉             | 제프 다운스, 존 페인, 스티브 하우 | 2:27      |
| 2.  | 〈Who Will Stop the Rain?〉 | 다운스, 조니 워먼, 제인 울펜든    | 4:36      |
| 3.  | 〈Back in Town〉            | 다운스, 페인                      | 4:10      |
| 4.  | 〈Love Under Fire〉         | 다운스, 그렉 레이크               | 5:15      |
| 5.  | 〈Someday〉                 | 다운스, 워먼                      | 5:49      |
| 6.  | 〈Little Rich Boy〉         | 다운스, 페인                      | 4:38      |
| 7.  | 〈The Voice of Reason〉     | 다운스, 페인                      | 5:37      |
| 8.  | 〈Lay Down Your Arms〉      | 다운스, 페인, 그렉 하트           | 4:15      |
| 9.  | 〈Crime of the Heart〉      | 다운스, 워먼                      | 5:58      |
| 10. | 〈A Far Cry〉               | 다운스, 페인, 하트, 밥 미첼       | 5:30      |
| 11. | 〈Don't Call Me〉           | 다운스, 워먼                      | 4:56      |
| 12. | 〈Heaven on Earth〉         | 페인, 앤디 나이                   | 4:55      |
| 13. | 〈Aqua Part 2〉             | 다운스, 페인                      | 2:11      |

## 차트
| 차트 (1992년)                     | 순위 |
| --------------------------------- | ---- |
| 독일 앨범 (Offizielle 탑 100)     | 51   |
| 일본 앨범 (Oricon)                | 21   |
| 스위스 앨범 (슈바이처 히트파라데) | 20   |